# Noël Slangen
Noël Slangen, né en janvier 1965, est un spin doctor, journaliste, écrivain, scénariste de bande dessinée, belge néerlandophone. Il est spécialisé dans la communication de crise et la gestion de l'opinion pour le gouvernement, les clients institutionnels (tels que les partis politiques) et les entreprises internationales.

## Biographie

### Jeunesse
Noël Slangen naît en janvier 1965. Il est issu d'une famille du quart-monde. Ses parents s'occupaient à peine de lui et de sa sœur.

### spin doctor
En 1987, il fonde Slangen & Partners, une société spécialisée dans la communication institutionnelle et stratégique. De 1999 à 2002, il est membre du conseil politique du premier ministre Guy Verhofstadt et conseiller en communication du gouvernement belge. Il y est responsable de l'introduction de la « culture du débat ouvert », de la communication de la présidence belge de l'Union européenne et de la réforme de la communication fédérale. Il a travaillé auparavant pour le Premier ministre démocrate-chrétien Jean-Luc Dehaene et pour le socialiste Steve Stevaert. Avec Noël Slangen, le concept de spin doctor est entré dans la politique belge.
En 2002, il se retire de la publicité et fonde la société de conseil Groupe C, spécialisée en communication stratégique. La société sœur Connect est fondée en 2006, spécialisée dans les infrastructures de communication et l'espace public. Cette entreprise est responsable, entre autres, de la gestion de la communication du Master Plan d'Anvers, mais aussi des travaux de réparation du Ring de Bruxelles, de l'A2 à Maastricht et de la liaison nord-sud du Limbourg.
En 2004, Slangen est reconnu coupable de faux en écriture dans l'obtention de contrats gouvernementaux. Selon le ministère public, il aurait pu obtenir 1,5 million d'euros de contrats gouvernementaux. Slangen a reconnu les faits mais a contesté leur criminalité. Slangen a qualifié le verdict de « controversé » et le juge Alain Morel a ensuite été reconnu coupable de faux. Après avoir fait appel du verdict, le tribunal l'acquitte en 2005 pour cause de prescription.
Il quitte la direction du Groupe C en 2006 et devient directeur stratégique à temps partiel du parti libéral flamand Open Vld. Début novembre 2008, le Premier ministre Kris Peeters a constaté un problème à Slangen en tant que conseiller en communication chez BAM dans le cadre du dossier de liaison Oosterweel, en raison de sa position à Open Vld. Slangen met ensuite fin à sa collaboration avec BAM et Open Vld pour se concentrer pleinement sur l'entreprise. En octobre 2008, Noël Slangen accuse le politicien N-VA Jan Peumans de corruption dans l'émission de télévision Terzake. Peumans porte alors plainte. Après une longue procédure, le tribunal civil de Hasselt condamne Noël Slangen pour diffamation et diffamation envers Jan Peumans. Il a dû verser au président du Parlement flamand un euro de dommages moraux. « Si je peux égayer la triste vie de Jan Peumans pour un euro, je pense que c'est un bon investissement », a répondu laconiquement Slangen à sa condamnation.
Par ailleurs, Noël Slangen est maître de conférences invité dans diverses universités et publie régulièrement des ouvrages et contributions sur des thèmes de communication et de société. Il était chroniqueur pour le défunt magazine Woestijnvis Bonanza et pour les quotidiens Het Laatste Nieuws et Het Belang van Limburg. Dans la série de Model Books de Sdu Uitgevers/La Haye, il a écrit Modellen van C. Celui-ci décrit en détail les modèles selon lesquels le groupe C travaille. Slangen conçoit également la « technique de laboratoire cérébral » du groupe C. En 2009, il publie Praten met reuzen : hoe je met leiders werkt en communiceert, sur la façon de travailler et de communiquer avec les dirigeants. Ce livre est basé sur ses expériences antérieures avec les hommes politiques et les entrepreneurs avec lesquels il a travaillé. Le livre Communiceren in het New Normal suit en 2010 et en 2011 Help, er ligt een weg in mijn tuin ! sur les infrastructures de communication. Avec la ministre de la Justice Annemie Turtelboom et la présidente d'Open Vld Gwendolyn Rutten, il écrit le blog politique kipvel.org. Les articles les plus importants de ce blog sont publiés en 2011 sous le titre De Toekomst kan elk moment beginnen.
À la mi-janvier 2013, il fait ses adieux au métier de communication et vend son groupe de sociétés composé des sociétés Group C, Connect et o2 Consult à la direction dirigée par Bart Derison. En mars 2013, il devient membre du conseil d'administration de la VRT. En 2014, il est revenu volontairement comme conseiller d'Open Vld, plus de deux mois avant les élections. Avant les élections flamandes, il était l'un des promoteurs de la liste limbourgeoise du parti. Il n'a pas été élu. Il était pourtant destiné à prêter serment comme ministre de la Culture, des Médias, de la Jeunesse et des Sports. Parce qu’il fallait que cela se fasse très vite et qu’il fallait qu’il y ait un Bruxellois au sein du gouvernement, il n’y est pas parvenu. Son déménagement à Bruxelles pour devenir bruxellois n'a pas été organisé à temps. Fin 2014, il ne demande pas de prolongation de son mandat de membre du directoire de la VRT. Mi-2015, Noël Slangen est élu président de l'Open Vld Hasselt.
Fin février 2016, il n'a pas été élu au conseil d'administration du parti Open vld. En juillet, il annule son adhésion à Open Vld et se retire de la politique. Sa démission intervient après un mécontentement quant à la répartition des subventions culturelles par le gouvernement Bourgeois (mis en œuvre par le ministre de la Culture et membre du parti Sven Gatz), le Limbourg recevant trop peu, selon Slangen. Slangen souligne qu'il n'a pas démissionné en raison d'un désaccord, mais parce que sa volonté d'exprimer son opinion faisait obstacle à un engagement politique inconditionnel.
En décembre 2019, Slangen devient également président du Fonds de lutte contre la pauvreté des enfants. Il succède à Peter Adriaenssens (nl). Le même mois, il devient également directeur général de POM Limburg, la société de développement provinciale du Limbourg. En février 2017, il était déjà directeur par intérim du POM Limburg. En collaboration avec le pédopsychiatre Peter Adriaenssens, il écrit Het DNA van kinderarmoede [« L'ADN de la pauvreté des enfants »] en 2023,. Il livre encore l'essai Wat een land [« Quel pays »] en 2024.

### En bande dessinée
Slangen est également un passionné de bande dessinée. À ce titre, il est chroniqueur pour le magazine de bande dessinée Stripgids (nl). Il est président de la fondation Marc Sleen. Il est le commissaire d'exposition pour Un siècle en mouvement consacrée à l'œuvre de Marc Sleen confrontée au monde d'aujourd'hui tenue au Centre belge de la bande dessinée en 2023.
Il écrit par ailleurs le scénario d'une bande dessinée politique réalisée par Kim Duchateau et mise en couleur par Bart Schoofs intitulée : De Vermoeide Vorst. La prépublication commence dans De Morgen en avril 2024 et connaît également une publication hebdomadaire dans Humo,. Cette satire de la politique belge est collectée en album aux éditions Manteau.

### Vie privée
Il est marié à l'écrivaine Bettie Elias (nl).

## Œuvres
Liste sélective
- (nl) Het gevecht om de taart : over politieke herverkaveling in België, Antwerpen ; Amsterdam, Houtekiet, 2002   (ISBN 90-5240-652-9).
- (nl) Slangen in de coulissen : 25 jaar politiek & communicatie avec Frank Willemse, Borgerhoff & Lamberigts, Gand, 2014  (ISBN 9789089313966).
- (nl) Wat een land : dwaasheid en hoop in de Wetstraat, Kalmthout, Pelckmans, 2024  (ISBN 978-94-6310-703-7).

### Albums de bande dessinée en néerlandais
- De Vermoeide Vorst[28], Manteau, Anvers, 2 octobre 2024
Scénario : Noël Slangen - Dessin : Kim Duchateau - Couleurs : Bart Schoofs -  (ISBN 9789022341469)